# NGC 5281
NGC 5281 (również OCL 911 lub ESO 97-SC5) – gromada otwarta znajdująca się w gwiazdozbiorze Centaura. Odkrył ją Nicolas Louis de Lacaille w 1751 roku. Jest położona w odległości ok. 3,6 tys. lat świetlnych od Słońca.